# بنو الأفطس
بنو الأفطس هم سلالة بربرية مستعربة حكمت مدينة مملكة بطليوس في الأندلس خلال عصر ملوك الطوائف، منذ عام 413 حتى 488 هـ (1022 - 1094م). تنسب إلى مؤسسها عبد الله بن محمد بن مسلمة المعروف بابن الأفطس، من قبيلة مكناسة البربرية  النازلة بفحص البلوط شماليّ قرطبة. غير أن بني الأفطس كانوا ينسبون أنفسهم إلى بني تجيب، وهو ما استنكره المؤرخ الأندلسي ابن حيان القرطبي.
ويوجد من يذكر أن بنو الأفطس: فرع من تجيب الكندية الحضرمية. منازلهم الأنداس، منهم ملوك (بطليوس) و(يابرة) والإمارات الغربية بالأندلس، ومن أعلامهم عبد الله بن محمد المكني بابن الأفطس، والمظفر محمد بن عبد الله، والمنصور يحيى بن محمد، والمتوكل عمر بن محمد.
كان مؤسس السلالة المنصور عبد الله بن الأفطس من كبار رجالات الخليفة الأموي الحكم الثاني، واقتطع لنفسه إمارة بطليوس بعد أفول الخلافة في قرطبة، وتمكن بنو الأفطس بعدها من تملك غرب إسبانيا وأجزاءٍ من البرتغال لفترات متفاوتة، ومن المدن الهامة التي ضمُّوها إلى مملكتهم يابرة وقورية. على مدى ثلاثة أجيال من الحكام هم عبد الله المنصور (413-437 هـ/1022-1045م) فمحمد المظفر (437-461 هـ/1045-1065م) ثم عمر المتوكل (464-488 هـ/1065-1094 م) تمتَّع بنو الأفطس بثقافة عالية وعلم كثير، فكانوا من رعاة الشعر والأدب والعلوم. كانت بينهم وبين بني عبَّاد حكام إشبيلية حروب كثيرة، انتهت باستيلاء الأخيرين على جزء كبير من مملكة بني الأفطس. ضعفت دولة بني الأفطس في آخر أيامها، وأصبح حكامها يؤدون الجزية إلى مملكة قشتالة، ورغم أن آخر حكامهم المتوكل قد خاض معركة الزلاقة مع باقي ملوك الطوائف والمرابطين ضدَّ قشتالة، إلا إنَّ المرابطين انقلبوا عليه فيما بعد، فحاصروا بطليوس وأسقطوها، ثم أسروه وأعدموه في عام 488 هـ (1094م).

## قائمة الحكام
- المنصور عبد الله بن الأفطس: 413 - 437 هـ.
- محمد المظفر بن عبد الله المنصور: 437 - 461 هـ.
- يحيى المنصور بن محمد المظفر: 461 - 464 هـ.
- عمر المتوكل بن محمد المظفر: 464 - 488 هـ.